# Teodosi III d'Abkhàzia
Teodosi III d'Abkhàzia dit el Cec (en georgià: ბრმა, Brma) fou el fill més petit dels cinc de Jordi II d'Abkhàzia. Va complotar contra el seu germà Demetri III d'Abkhàzia que el va cegar, però al finalment va succeir en el tron com rei de 975 a 978.

## Pretendent i rei
El rei Jordi II d'Abkhàzia va enviar a Constantinoble dos dels seus fill menors, Teodosi i Bagrat, per ser-hi educats i amb la finalitat que després de la seva mort no hi hagués oposició en el moment de la seva successió.
Després de la mort de Lleó III d'Abkhàzia, un partit de la noblesa va emergir incitant a Teodosi a fer valer els seus drets contra el seu germà el rei Demetri III d'Abkhàzia. Teodosi va tornar doncs a Geòrgia i va anar al Samtskhé on va reunir tropes gràcies al suport dels aznauris locals. Demetri III reacciona ràpidament, ataca al seu competidor que fuig a Kartli a les terres d'un mthawar anomenat Adarnases, que governava a Dzelel, on va restar durant tres mesos. Va haver de capitular finalment i obtingué una salvaguarda personal per retirar-se a prop de David que després fou David III d'Ibèria, el curopalata, on va passar aproximadament un any.
Teodosi va abandonar a continuació el Tao o Tayk per anar a Kakhètia. Demetri III va enviar llavors un emissari al príncep Ciríac II de Kakhètia per proposar-li d'organitzar una reconciliació amb el seu germà. Ciríac II de Kakhètia va convèncer a Teodosi d'acceptar la proposició i es va constituir en garant de la seva seguretat amb el catolicós, els caps del clergat i el conjunt dels didebuls.
Teodosi va romandre algun temps en pau a prop del seu germà, però aquest últim « recuperant el seu odi i oblidant el nom de Déu pres com a testimoni, va violar els seus juraments » i li va fer cremar els ulls deixant-lo cec. Aquest acte aixeca la indignació dels seus súbdits.
Després de la mort de Demetri III d'Abkhàzia el 975, veient que no queda cap més d'hereu a la dinastia, Teodosi fou proclamat rei com a Teodosi III però per la seva limitació que el feia poc hàbil per governar, fou anomenat Tchala Mephe (« el rei de palla»).

## Successió
El rei mutilat no va trigar pas gaire a buscar venjar-se d'una part de la seva noblesa. Aquesta actitud suposa ràpidament la revolta dels feudals i la intervenció del príncep Ciríac II de Kakhètia. El poderós eristhav de Karthli, Joan Maruxisdzé va decidir llavors d'apropar-se a David III d'Ibèria el curopalata i el va comprometre a venir amb les seves tropes a envair Kartli amb la finalitat de restablir als dinastes bagràtides que havien estat reduïts a la impotència des de feia seixanta anys pels abkhazis.
David, que no tenia fills, havia adoptat el jove Bagrat, fill del «rei titular d'ibèria» (regne dels kartvels) Gurguèn I d'Ibèria, i «rebesnet del seu oncle patern». Bagrat era igualment, per la seva mare Gourandoukht, el propi nebot de Teodosi III.
El curopalata David obtingué de Teodosi III la renúncia al tron en favor de Bagrat després Bagrat III de Geòrgia l'Unificador, que esdevingué així rei d'Abkhàzia el 978. Teodosi el Cec es va retirar a un monestir on va morir el 980.